# Adem Kastrati (malarz)
Adem Kastrati (mac. Адем Кастрати, ur. 1930 w Karaçevë e Epërme, zm. 2000 w Skopje) – jugosłowiańśki i macedoński malarz i profesor sztuk pięknych albańskiego pochodzenia. Był autorem około 800 prac, wiele z nich zostało wystawionych w państwach byłej Jugosławii i Europy Zachodniej.

## Życiorys
W roku 1965 ukończył studia w Akademii Sztuk Pięknych w Skopje.

## Cechy malarstwa Kastratiego
Tematyka twórczości Adema Kastratiego dotyczy głównie tematów społecznych oraz etno-folklorystyki wiejskiego krajobrazu, z którym identyfikuje środowiska albańskie. Jego prace wyrażają bunt wobec świata, w którym panuje powierzchowność i niedostateczność, a jego artystyczne prace symbolizują w nim nadzieję i pociechę. Kastrati żył ascetycznie w Skopje, pracował w trudnych warunkach. 

### Wybrane dzieła[7]
- Darka (1974)
- Fshati në mjegull (1976)
- Bukëbajtësja me fëmiun (1980)
- Cikli: Nudo 2 (1984)
- Cikli: Nudo 3 (1984)
- Cikli: Nudo 5 (1984)
- Cikli: Nudo 6 (1984)
- Cikli: Nudo 7 (1984)
- Cikli: Nudo 8 (1984)
- Ura e shejtë (1987)
- Bariu (1992)
- Bukuroshet e ditës (1992)
- Piktori i vogël (1995)
- Vajza e Dukagjinit (1998)
- Dimri (1999)
- Cikli: Nudo 1 (1999)
- Cikli: Nudo 4 (1999)
- Duke çuar drekën 1 (1999)
- Vizatuesi i vogël (2000)